# Nymburk
Nymburk (in tedesco Nimburg o Neuenburg an der Elbe) è una città della Repubblica Ceca, capoluogo del distretto omonimo, in Boemia Centrale.

## Sport
La città è sede della squadra di basket del ČEZ Basketball Nymburk vincitrice di Campionati e Coppe nazionali.